# Liste des autoroutes des Pays-Bas

Signalisation routière à la frontière des Pays-Bas

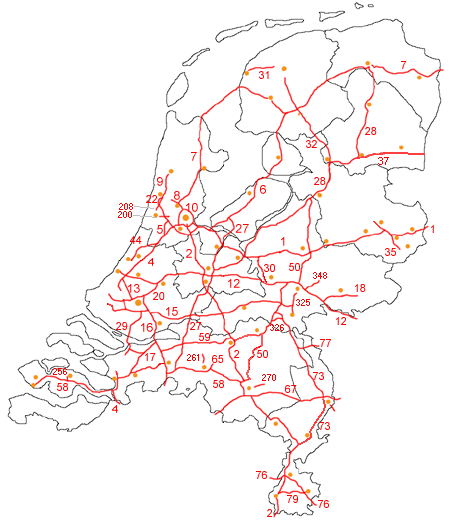
Carte des autoroutes des Pays-Bas (2008)

Cet article présente une liste des autoroutes des Pays-Bas. 
Les Pays-Bas disposent du réseau autoroutier le plus dense d'Europe (suivi de peu du réseau belge) avec une longueur totale de 5 357 km. Ce réseau autoroutier participe aussi aux réseaux autoroutiers européens. 
La gestion des infrastructures routières et autoroutières et l’entretien de celles-ci sont faites par l'agence gouvernementale Rijkswaterstaat, qui gère les installations publiques des Pays-Bas, notamment les autoroutes et installations fluviales.

## Règles de nomenclature

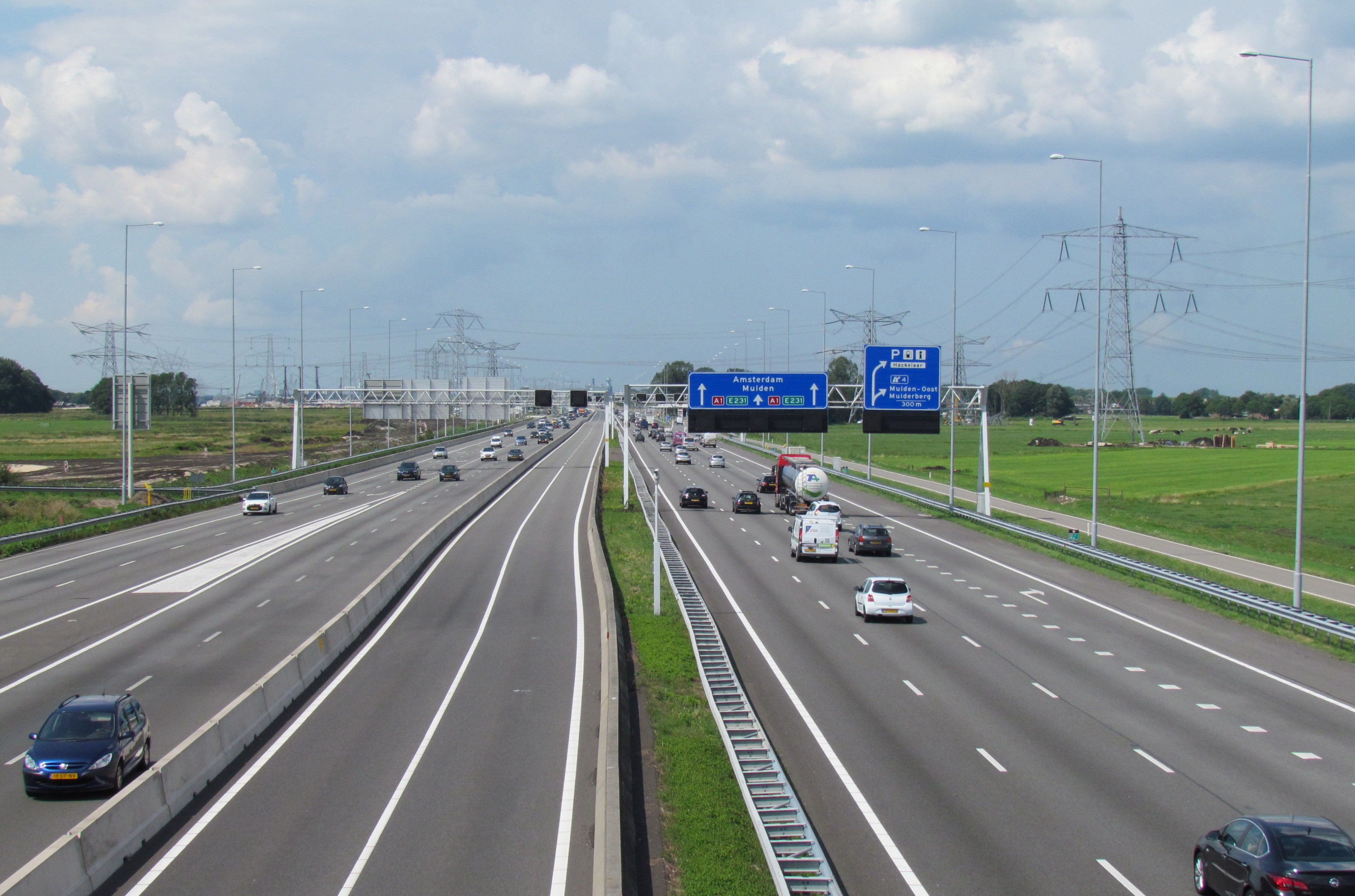
près de Muiderberg

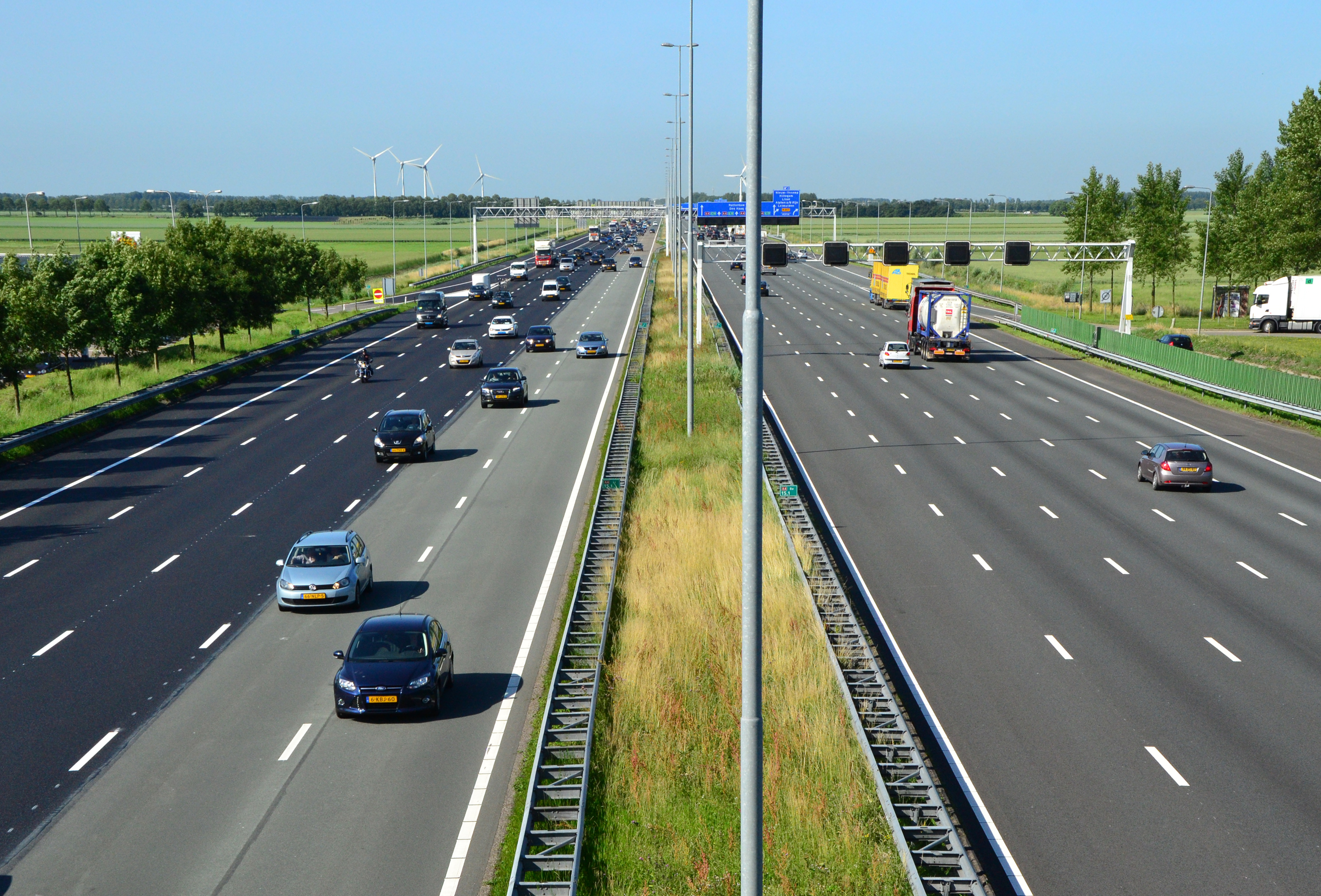
près de Hoofddorp

Les autoroutes des Pays-Bas y sont couramment nommées Rijksweg (Route du Royaume), comme les routes nationales. Les numéros viennent généralement des routes nationales Rijksweg qu'elles dédoublent (l'A58 dédouble l’ancienne N58). 
Les autoroutes radiales (A1, A2, A4 et A7) partent d'Amsterdam dans le sens des aiguilles d'une montre de l'Est au Nord. 
Les autoroutes A5, A8, A9 et A10 tournent autour de l’agglomération d'Amsterdam. 
L'A3 n'a jamais existé, et l'A6 est une alternative à l'A7 passant par Almere et Lelystad.

## Autoroutes par ordre numérique
- : Amsterdam - Hilversum - Amersfoort - Apeldoorn - Deventer - Hengelo - (Allemagne)
- : Amsterdam - Utrecht - Bois-le-Duc - Eindhoven - Weert - Geleen - Maastricht - (Belgique)

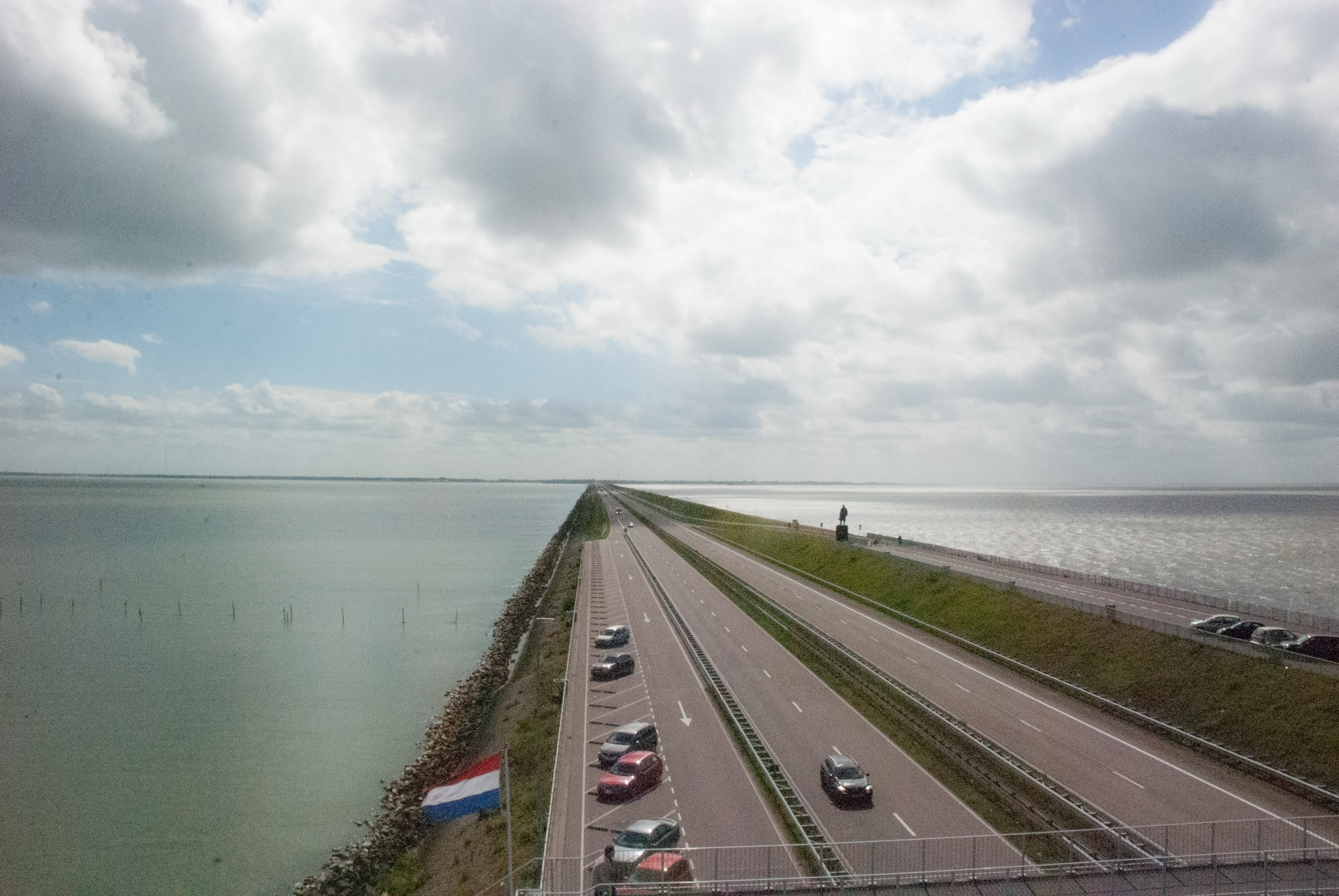
sur lAfsluitdijk

- : Amsterdam - Schiphol - Leyde - La Haye - Delft - Rotterdam - Steenbergen - Berg-op-Zoom - (Belgique)
- : Amsterdam - Hoofddorp - Schiphol
- : Raccordement à l'A1 - Almere - Lelystad - Emmeloord - Joure
- : Zaanstad - Purmerend - Hoorn - Afsluitdijk - Sneek - Heerenveen - Drachten - Groningue - Hoogezand - Winschoten - Bad Nieuweschans - (Allemagne)
- : Amsterdam - Zaanstad
- : Raccordement à l'A2 - Amstelveen - Haarlem - Beverwijk - Alkmaar
- : Périphérique d'Amsterdam

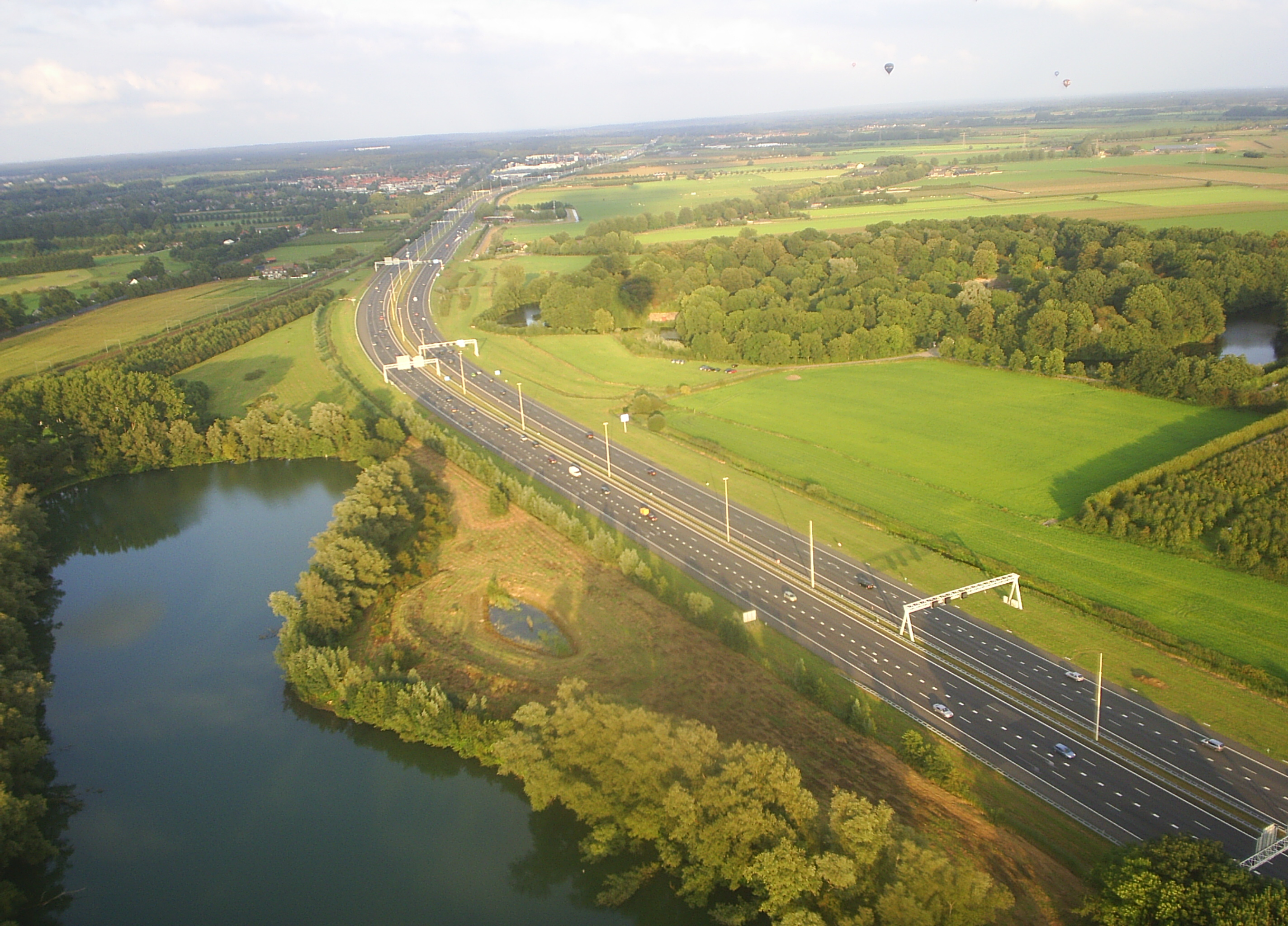
près de Bunnik

- : (Allemagne) - Zevenaar - Arnhem - Ede - Utrecht - Gouda - Zoetermeer - La Haye
- : La Haye - Rotterdam
- : Europoort - Rotterdam - Dordrecht - Gorinchem - Tiel - Nimègue

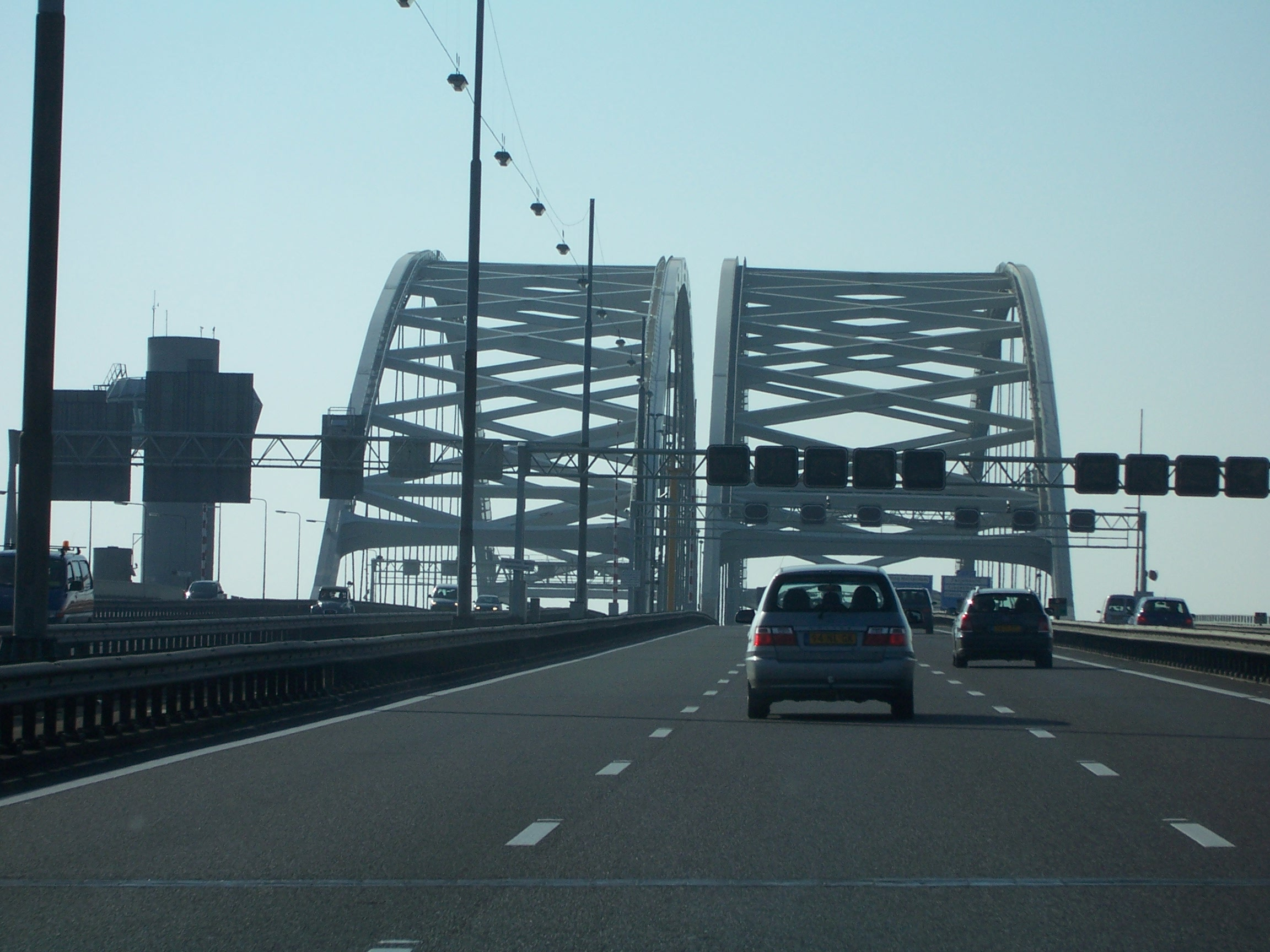
traversant la Nouvelle Meuse à Rotterdam

- : Rotterdam - Dordrecht - Bréda - (Belgique)
- : Moerdijk - Rosendael
- : Zevenaar - Doetinchem - Varsseveld
- : Gouda - Rotterdam - Flardingue - Maassluis
- : Velsen - Beverwijk
- : Bréda - Gorinchem - Utrecht - Hilversum - Huizen - Almere
- : Utrecht - Amersfoort - Harderwijk - Zwolle - Meppel - Hoogeveen - Assen - Groningue

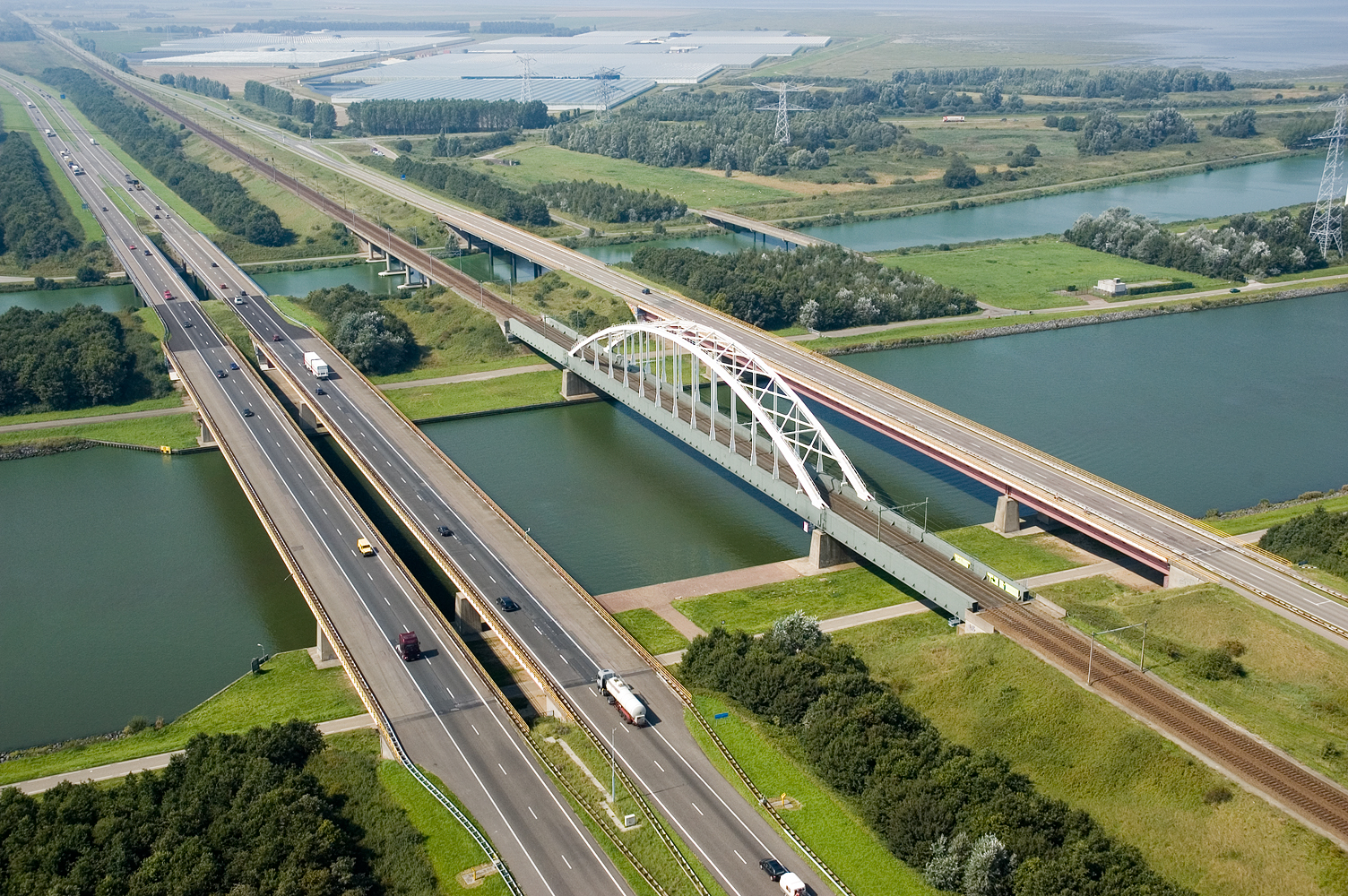
traversant le Canal de l'Escaut au Rhin

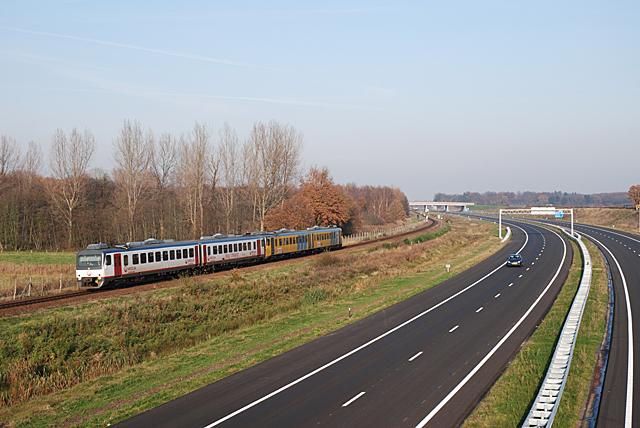
près de Ruremonde

- : Rotterdam - Dinteloord
- : Barneveld - Ede
- : Harlingen - Leeuwarden
- : Meppel - Steenwijk - Heerenveen - Akkrum - Leeuwarden
- : Enschede - Hengelo - Almelo
- : Hoogeveen - Emmen - (Allemagne)
- : Rotterdam - Ridderkerk
- : Wassenaar - Leyde - Sassenheim - Raccordement à l'A4
- : Eindhoven - Oss - Wijchen - Arnhem - Apeldoorn - Zwolle
- : Eindhoven - Tilbourg - Bréda - Rosendael - Berg-op-Zoom - Goes - Middelbourg - Flessingue
- : Hellegatsplein - Moerdijk - Waalwijk - Bois-le-Duc - Oss
- : Tilbourg - Berkel-Enschot
- : (Belgique) - Eindhoven - Venlo - (Allemagne)
- : Nimègue - Heumen - Boxmeer - Venray - Venlo - Beesel - Ruremonde - Raccordement à l'A2
- : Raccordement à l'A73 - Venlo-Zuid - (Allemagne)
- : (Belgique) - Stein - Geleen - Schinnen - Nuth - Hoensbroek - Voerendaal - Heerlen - (Allemagne)
- : Boxmeer - Gennep - (Allemagne)
- : Maastricht - Meerssen - Fauquemont - Voerendaal - Heerlen
- : Zwanenburg - Haarlem
- : Raccordement à l'A9 - Haarlem
- : Velsen - Haarlem
- : Goes – Raccordement à l'A58
- : Tilbourg - Loon op Zand
- : Eindhoven - Helmond
- : Arnhem - Nimègue
- : Raccordement à l'A50 - Wijchen - Raccordement à l'A73
- : Arnhem - Dieren
- : Raccordement à l'A73 - Nimègue